# العلاقات الفلسطينية الكوستاريكية
العلاقات الفلسطينية الكوستاريكية هي العلاقات الثنائية التي تجمع بين دولة فلسطين وكوستاريكا.

## التاريخ
تُعد العلاقات الدبلوماسية بين جمهورية كوستاريكا ودولة فلسطين حديثة جدًا. حيث أنها بدأت في عام 2008 بعدما وقع رياض منصور المراقب الدائم لفلسطين لدى الأمم المتحدة، والسفير هورهية أروبينا ممثل كوستاريكا الدائم لدى الأمم المتحدة على بيان مشترك لإقامة علاقات دبلوماسية بين فلسطين وكوستاريكا. واعترفت كوستاريكا بدولة فلسطين. ونقلت سفارتها لدى إسرائيل من مدينة القدس إلى تل أبيب.
يُعد رياض منصور أول سفير فلسطيني لدى كوستاريكا.
في أكتوبر 2019، بدأت جولة من المشاورات السياسية بين البلدين.
يتم التمثيل الدبلوماسي لكوستاريكا لدى دولة فلسطين عبر سفارتها في الكويت.

## وصلات خارجية
- موقع وزارة الخارجية الفلسطينية
- موقع وزارة الخارجية الكوستاريكية